# Uinen
J.R.R. Tolkien történeteiben Uinen egy a maiák közül. Ossë asszonya, és a "Tenger Úrnője" címet viseli. Lehetséges, hogy az Uinen nevet Tolkien a finn nyelvből vette kölcsön, hiszen az "uida" ige jelentése: úszni. Maga az Uinen pedig ennek az igének az első személyű feltételes módja, ami úgy fordítható le, hogy: úszhatok.
Uinen haja a világ tengerein terül szét, szeretettel viseltet minden vízi élőlény és növény iránt. Númenor hajósai hozzá fohászkodtak útjuk előtt és alatt, hiszen csak neki állt hatalmában Ossët lecsendesíteni. A númenoriak az ő védelme alatt éltek mindaddig, amíg a valákhoz való hűségük kitartott. A telerek is rendkívül tisztelik Uinent azóta, mióta férjével együtt összebarátkoztak velük a Sirion folyónál. Uinen siratta meg a teler hajósokat az Alqualondëi testvérmészárlás után. Szintén neki sikerült rávennie Ossët arra, hogy könyörögjön a valák bocsánatáért amiatt, hogy egy rövid időre Melkor (vagyis a Gonosz) szolgálatába állt.